# Hôtel rue de l'Hommeau
L'Hôtel rue de l'Hommeau est un hôtel particulier du XVe siècle situé dans le quartier de la Doutre d'Angers, en Maine-et-Loire.

## Histoire
L'hôtel est partiellement inscrit au titre des monuments historiques par arrêté du 16 juillet 1963.